# Tifoseria dell'Associazione Calcio ChievoVerona

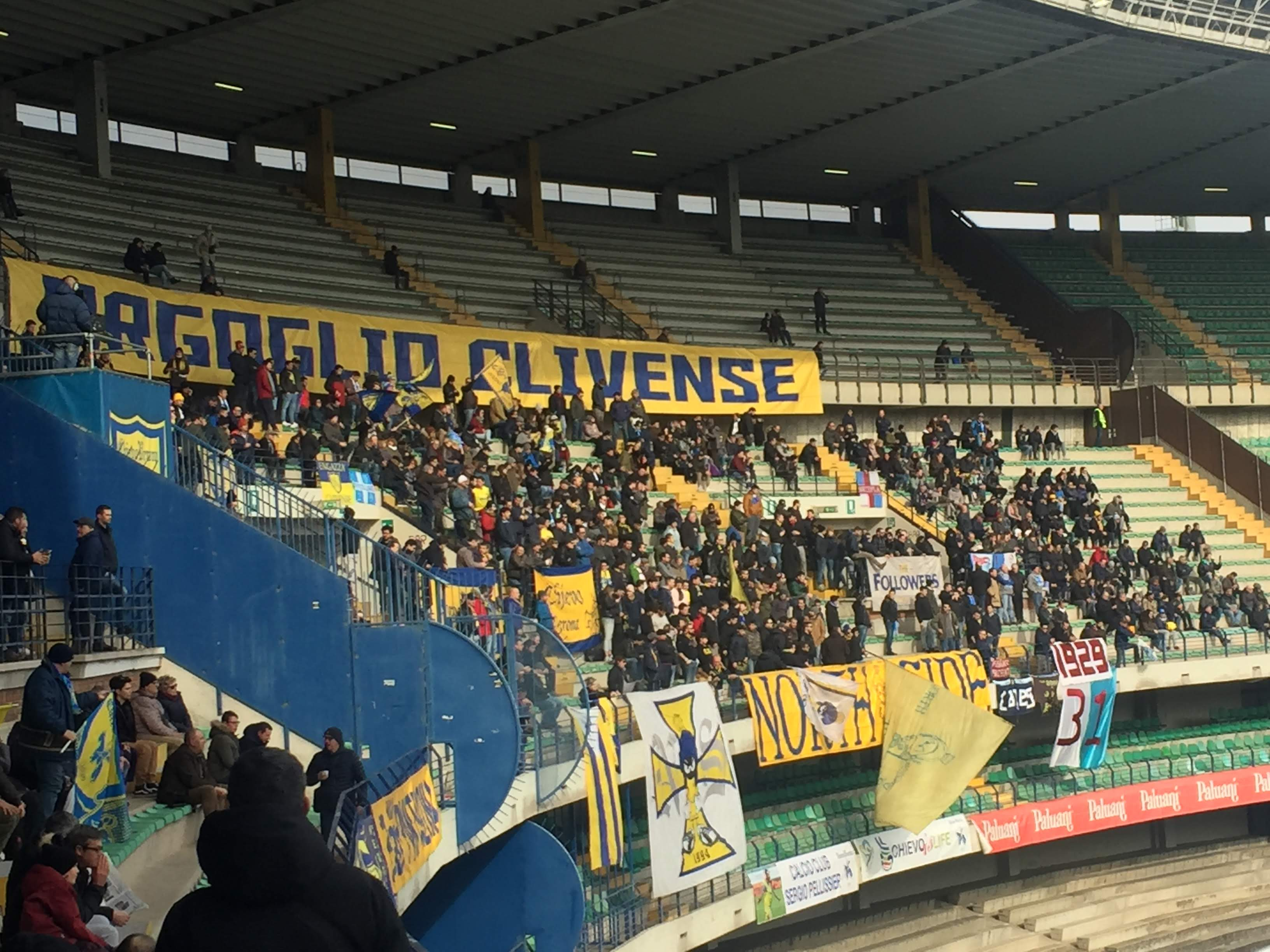
Tifosi del Chievo in Curva Nord nel 2019

Nella presente pagina sono riportate informazioni sui tifosi dell'Associazione Calcio ChievoVerona, società calcistica italiana con sede a Chievo (Verona).

## Contesto
La maggior parte della tifoseria clivense rifugge dalla mentalità ultras tipica delle altre curve italiane, preferendo identificarsi come semplici «sostenitori» della loro squadra: infatti il loro modo di tifare è da sempre genuino, sano, corretto, goliardico, apolitico e mai violento, insultando l'avversario solo se fa la stessa cosa per primo.
Unica eccezione i Gate 7, gruppo nato nel 2013 da una scissione in seno ai North Side e caratterizzati, in antitesi rispetto al resto della curva gialloblù, da una spiccata mentalità ultras; tra i loro cardini vi era inoltre il desiderio di tornare ai vecchi colori originari del club, il bianco e l'azzurro esattamente come i Chievo 1929, formatisi due anni prima. Gruppi ormai sciolti della curva sono gli Ultras Chievo e i Cani Sciolti, mentre nel 2010 in curva si formò un nuovo gruppo, quello dei The Followers.

## Fan club
Il primo club vero e proprio, Amici del Chievo Verona, fu fondato nel 1994, quasi contemporaneamente al celebre gruppo North Side.
Nel 2021, in concomitanza con la fondazione della Clivense, è nato il Calcio Club Sergio Pellissier, così chiamato in onore del primatista di presenze e reti in Serie A del Chievo (che in quel momento stava per essere venduto all'asta) e creatore/presidente della suddetta società dilettantistica.

## Tifoseria organizzata

I giocatori di Chievo ed Hellas discutono a gioco fermo durante il primo derby veronese della storia, disputatosi il 10 dicembre 1994.

Le radici del tifo organizzato clivense sono riconducibili alla stagione 1986-87, quando l'allora Paluani Chievo abbandonò il centro sportivo "Bottagisio" e si trasferì al celebre Stadio Marcantonio Bentegodi. Il punto di svolta arrivò nel 1994, quando la formazione clivense ottenne la promozione in Serie B e tra i 4 000 sostenitori del Chievo presenti a Carrara per la decisiva sfida-promozione vi erano anche diverse centinaia di tifosi del Verona, giunti per assistere all'impresa del quartiere cittadino. In seguito alla promozione in Serie B della squadra clivense nacque il primo vero gruppo, il North Side; il nome, letteralmente tradotto, era "settore Nord", adottato per distinguersi dall'opposta fazione cittadina, quella del Verona, oltre a sottolineare il settore occupato, la Curva Nord. Il simbolo inizialmente scelto era la rosa dei venti, abbandonata in seguito a favore di Marvin il Marziano, personaggio dei cartoni animati Looney Tunes, adottato poiché il Chievo e la sua tifoseria venivano definiti dei "marziani" nel panorama del calcio professionistico italiano. Il primo striscione fu esposto il 6 novembre a Cesena. Nella stessa stagione si giocarono anche le prime storiche stracittadine con 28 556 spettatori all'andata e 14 059 al ritorno. Il North Side era inizialmente composto da poche persone, addirittura nel 2000 subì un duro colpo, con la diffida per 5 anni a 5 ragazzi accesi, tanto da rischiare lo scioglimento.

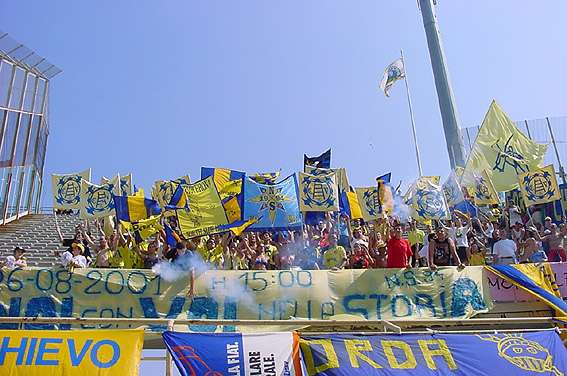
I tifosi clivensi in trasferta all'Artemio Franchi di Firenze il 26 agosto 2001, per l'esordio del Chievo in Serie A

Il 3 giugno 2001 il Chievo di Delneri si impose in casa sulla Salernitana davanti a 13 329 spettatori che festeggiarono la promozione aritmetica in Serie A, data che segnò "la fine dell'inizio del Chievo dei miracoli e la fine del periodo nero per il North Side. All'esordio in massima serie il 26 agosto 2001 la squadra era circondata dall'attenzione mediatica, che andò crescendo per tutto il girone d'andata. Nello stesso anno si registrò il record di spettatori delle stracittadine (ben 38 356), complice l'andamento delle due formazioni. Nel ritorno ci fu un calo di rendimento, dovuto al lutto per la scomparsa improvvisa di Jason Mayélé, in onore del quale la società ritirò la maglia n. 30. La ripresa nel finale consentì alla squadra di festeggiare l'ammissione alla Coppa UEFA il 5 maggio 2002, imponendosi sull'Atalanta.

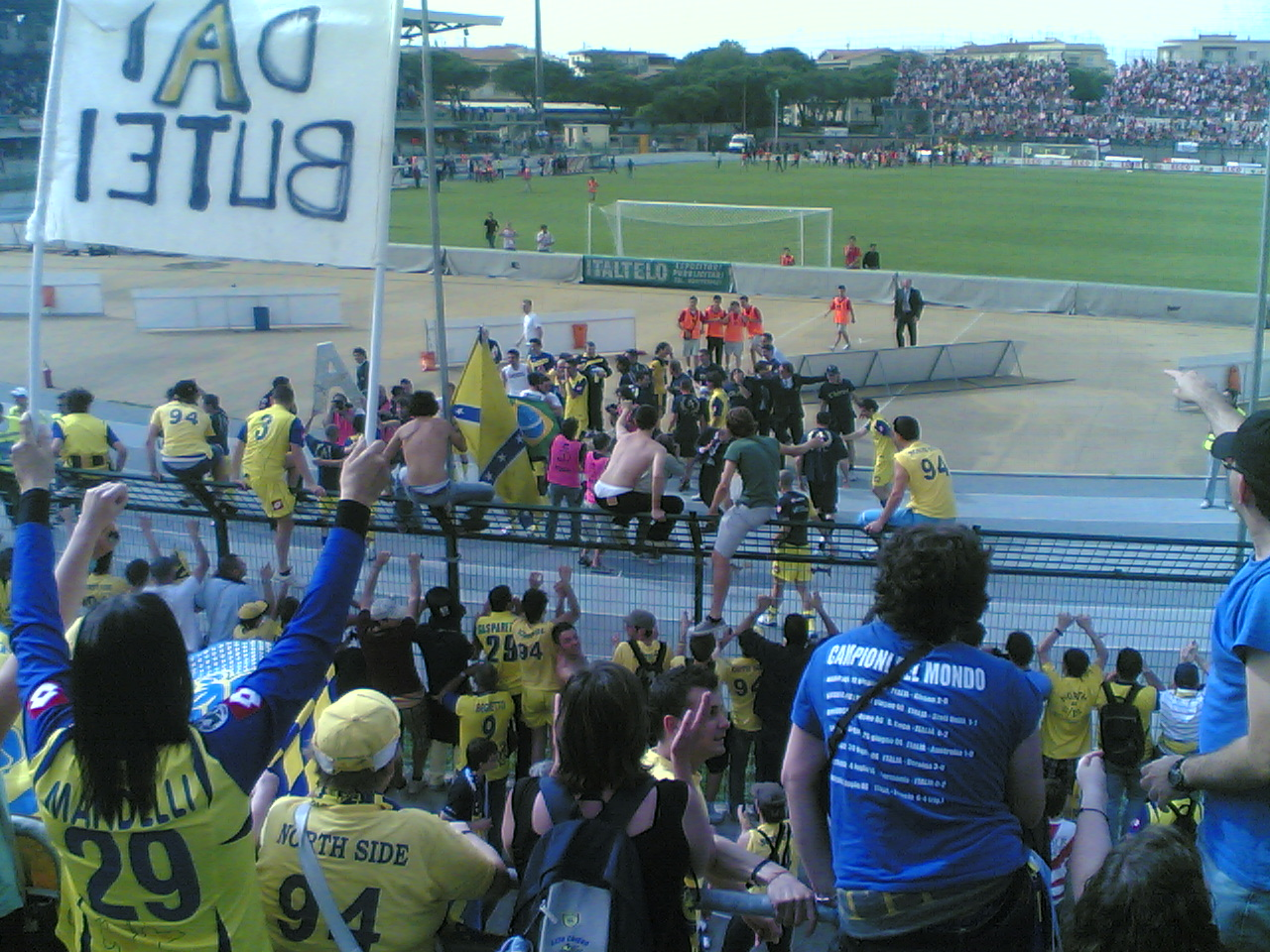
Tifosi e giocatori del Chievo festeggiano il ritorno della squadra in Serie A nel 2008

Mentre i concittadini erano "bloccati" in cadetteria, un evento degno di nota accadde all'ultima giornata del campionato 2005-6; tra i tifosi della Fiorentina in Curva Sud si unirono un migliaio di scaligeri che poterono assistere all'affermazione dei gigliati per 0-2 e conseguente qualificazione in Champions League. Tuttavia a causa dello scandalo calciopoli la Fiorentina fu penalizzata e il Chievo poté vantare la prima e unica partecipazione al suddetto torneo, oltre ai due soli gol segnati in casa davanti a 23.327 spettatori ma allo stesso tempo la squadra fu retrocessa e ottenne il ritorno immediato la stagione successiva. Nello stesso periodo, il North Side subì scissioni e si formarono nuovi gruppi, quali i Cani Sciolti, i The Followers (nel 2010) e gli Ultras Chievo, che dopo il loro scioglimento furono succeduti dai Gate 7 (nati nel 2013); questi tendevano a tifare per conto proprio e a causa del loro spiccato essere dinamici e battaglieri, negli anni successivi diventarono i più "accesi e malvisti". Benché avessero sempre occupato la Curva Nord, i tifosi del Chievo ne ottennero la proprietà definitiva solo nella stagione 2015-16, dopo una piccola "lotta" durata diversi anni per ottenere la curva che, per motivi organizzativi, il comune non concedeva loro.

Panoramica del Bentegodi durante Chievo-Napoli (1-0) del 21 settembre 2011

Nel 2018 iniziò un nuovo declino: il Chievo venne retrocesso a fine anno e salutò la bandiera Sergio Pellissier. Complice l'aver disputato un intero campionato a porte chiuse per la pandemia in atto, nell'estate 2021 il Chievo fu escluso dai campionati professionistici per inadempienze tributarie. Tuttavia dal 2021 l'ex gialloblù Pellissier ha fondato la Clivense, che ha de facto coperto il vuoto sportivo venutosi a creare e seguito da una buona parte dei North Side. Tre anni dopo, il 6 marzo 2024, in un autogrill bresciano della A4 alcuni ultras del Padova hanno aggredito i North Side credendo fossero veneziani. Il Gate 7 invece si rifiutò di seguire la nuova società (che ottenne il marchio "Chievo" nel maggio 2024 all'asta, e riprese il nome proseguendo de facto la tradizione sportiva del sodalizio il mese successivo) e si autosciolse il 19 luglio 2024. Il 14 giugno dello stesso anno l'Hellas ottenne all'asta il "Bottagisio" per le proprie giovanili, operazione contestata dai North Side.

### Cronologia
1994 - Nascita del North Side
1994 - Nascita del club Amici del Chievo Verona
2008 - Nascita dei Milano Clivense 2008
2010 - Nascita dei The Followers
2011 - Nascita dei Chievo 1929
2013 - Nascita del Gate 7
2021 - Nascita del Calcio Club Sergio Pellissier (CCSP)
2024 - Scioglimento dei Gate 7

## Gemellaggi e rivalità

### Gemellaggi e amicizie
Esiste una forte amicizia con i sostenitori dell'AlbinoLeffe, mentre nel 2013-14 è nato un gemellaggio con i tifosi del Sassuolo; Nel 2001 era nato un rapporto di amicizia con i tifosi del Monza, poi scomparso.

### Rivalità
A causa del sano stile di tifo non esistono rivalità vere e proprie, se non esclusivamente con l'avversario di turno. In contesto regionale, il Chievo ha sfidato in Serie A (nei suoi anni d'oro) il Treviso e il Venezia, mentre in cadetteria vanta incroci con L.R. Vicenza, Padova e Cittadella. L'ultimo "derby regionale" ha visto i Mussi Volanti sfidare i veneziani sia in campionato che nella doppia semifinale dei playoff nel 2021, terminata a favore dei Lagunari.
Al di fuori della regione, un antagonismo rilevante è quello con la Juventus; all'andata del 2013 un clivense 16enne ha cercato di provocare gli ospiti nella Sud brandendo una cintura, venendo però fermato dalla polizia assieme a un altro di 26 anni mentre minacciava uno juventino. Storia simile nel gennaio 2015, con cruenti scontri tra tifoserie a Torino, terminati fortunatamente senza feriti. Sul finire degli anni 2010 è inoltre sorta un'inimicizia con il Crotone, nata dapprima tra le tifoserie durante la corsa-salvezza del campionato di Serie A 2017-2018, avversa ai calabresi, e poi acuitasi nei mesi seguenti, dopo il coinvolgimento clivense in un processo di giustizia sportiva, con pesanti schermaglie tra le due dirigenze.

### La "rivalità" con l'Hellas Verona
L'unica, storica rivalità dei tifosi clivensi è quella cittadina coi sostenitori del Verona. Fino al 2001, fra Chievo e Hellas non esisteva un reale rapporto competitivo: i più blasonati scaligeri erano il baluardo attorno al quale era ruotato per quasi tutto il XX secolo il calcio veronese, mentre i "Mussi" venivano inizialmente visti come una piccola squadra di quartiere che per decenni si era barcamenata nelle serie inferiori, giocando stabilmente nelle categorie nazionali soltanto dal 1975. La prima promozione in Serie B del Chievo arrivò solamente nel 1994, così tra le tifoserie clivensi e scaligere non vi era di fatto mai potuta essere una vera rivalità sportiva; a riprova di ciò, proprio nel 1994, in occasione della decisiva trasferta di Carrara per l'approdo della "squadra della diga" in cadetteria, centinaia di supporter dell'Hellas si aggregarono a quelli del Chievo per sostenere congiuntamente la piccola realtà di borgata.
L'arrivo in Serie A del Chievo nel 2001-02 iniziò però a cambiare le cose: permetteva innanzitutto alla città veneta di diventare la quinta (dopo Milano, Roma, Torino e Genova) a poter vantare un derby nella massima serie italiana – chiamato "derby della Scala" o "derby dell'Arena" –, e inoltre metteva per la prima volta realmente sullo stesso piano le due società; la prima stracittadina in massima serie si disputò il 18 novembre 2001. Nonostante i mutati equilibri di forza tra le due formazioni veronesi, vi era ancora un clima di armonia e rispetto tra le reciproche curve. Il vero punto di svolta nella successiva rivalità si verificò in occasione del derby di ritorno, giocato formalmente in casa dai "Mussi" e vinto da questi 2-1.

L'"OND Chievo" del 1932-33, con divisa biancazzurra e stemma della Scala sul petto

Nel decennio seguente, complice la buona gestione societaria Campedelli-Sartori sulla sponda clivense e quella tribolata Pastorello-Cannella su quella scaligera, il "Céo" rimase una presenza fissa nella massima serie italiana, mentre il Verona iniziò un lento declino. Dopo la retrocessione dell'Hellas in Serie C nel 2007, si iniziò perfino a parlare seriamente di una fusione tra le due formazioni, con la tifoseria numericamente ed economicamente molto più fruttuosa dei veronesi. A opporsi al progetto furono i tifosi di entrambe le squadre e l'allora presidente del Verona Martinelli.
La "guerra dei simboli" scoppiata nell'estate del 2010, riportò in auge la discussione tra le opposte fazioni sportive riguardante i colori e gli stemmi societari impiegati dal Chievo. I "Butei" rimproverarono ai "Mussi", tra le altre cose, l'uso degli stessi colori sociali (il giallo e il blu delle insegne comunali, quando le tinte originali del Chievo erano il bianco e l'azzurro). In questo contesto, alla vigilia della stagione 2010-11, il Chievo, durante la sua campagna abbonamenti, tra i vari simboli promozionali utilizzava un cavaliere con un drappo su cui era rappresentato lo stemma della dinastia scaligera, la Scala: questo creava una nuova protesta dei sostenitori dell'Hellas, i quali identificarono il simbolo come proprio dagli anni 1970 e vedevano quindi il tutto come un tentativo del Chievo di prendere idealmente il posto e l'identità del Verona nell'immaginario collettivo, emulandone i simboli e i colori. Il presidente clivense Campedelli replicò sostenendo che l'antica Scala era da intendere come rappresentante di tutta la provincia di Verona, dimostrando come il Chievo sfoggiava la Scala sulle proprie maglie da gioco fin dagli anni 1930.